# 카카오게임즈
카카오게임즈는 대한민국의 비디오 게임 기업이다. 카카오의 게임 전문 자회사로서, 한국과 해외 게임 시장에 PC와 모바일, VR 등의 플랫폼을 아우르며 다양한 장르의 게임을 서비스하고 있다. 대표는 한상우이다.
카카오게임즈는 2016년 4월 엔진과 다음게임의 합병을 통해 출범한 이래, PC와 모바일, VR 등 다양한 플랫폼의 게임을 출시하였다. 대표작으로는 PC 온라인 게임 패스 오브 엑자일, 패스 오브 엑자일 2, 배틀그라운드, 이터널리턴, 디스테라, 모바일 게임 아레스: 라이즈 오브 가디언즈, 아키에이지 워, 오딘: 발할라 라이징, 우마무스메 프리티 더비, 에버소울, 가디언 테일즈, 프린세스 커넥트! Re:Dive, 프렌즈팝콘 등이 있다.

## 연혁
2024년
- 자회사 라이온하트 스튜디오와 MMORPG ‘프로젝트 Q(가칭)’ 글로벌 퍼블리싱 계약 체결
- 유럽 법인, 자회사 오션드라이브 스튜디오와 PC 신작 '로스트 아이돌론스: 위선의 마녀 (Lost Eidolons: Veil of the Witch)', '섹션13(Section 13)’ 글로벌 퍼블리싱 계약 체결
- 프로스트 자이언트 스튜디오와 RTS ‘스톰게이트(Stormgate)’ 국내 퍼블리싱 계약 체결
- 파이드픽셀즈와 모바일 캐주얼 RPG ‘그랑사가 키우기: 나이츠x나이츠’ 글로벌 서비스 공동 사업 계약 체결
- ㈜SM엔터테인먼트와 IP 라이선스 계약 체결 및 디지털 컬렉션 게임 ‘SM GAME STATION(가제)’ 개발 계획 발표
- 한상우 대표이사 취임
- 크로노스튜디오와 PC/콘솔 크로스플랫폼 MMORPG ‘크로노 오디세이(Chrono Odyssey)’ 퍼블리싱 계약 체결

2023년
- 2023 대한민국 게임대상 ‘사회공헌 우수상’ 수상
- 09 오션 드라이브 스튜디오를 계열사로 편입했다.
- 06 레드랩게임즈와 PC/모바일 크로스플랫폼 MMORPG '롬(R.O.M: Remember Of Majesty)’ 글로벌 공동 퍼블리싱 계약 체결

2021년
- 07월 글로벌 레저-스포츠 커뮤니케이션 전문 기업 (주)세나테크놀로지 인수
- 03월 (주)님블뉴런과 PC온라인게임 '영원회귀:블랙서바이벌' 한국 공동 사업 계약 체결
- 03월 사이게임즈와 신작 모바일 게임 ‘우마무스메 프리티 더비’ 국내 퍼블리싱 계약 체결
- 02월 로드컴플릿과 모바일 신작 '가디스 오더' 글로벌 퍼블리싱 계약 체결

2020년
- 12월 ㈜리얼리티매직과 신작 PC 온라인 게임 '디스테라' 글로벌 퍼블리싱 계약 체결
- 10월 사이게임즈와 신작 모바일 게임 '월드 플리퍼' 글로벌 퍼블리싱 계약 체결
- 09월 코스닥 시장 상장
- 08월 ㈜나인아크와 모바일 RPG ‘에버소울’ 퍼블리싱 계약 체결
- 05월 라이온하트스튜디오와 신작 모바일 게임 '오딘: 발할라 라이징' 퍼블리싱 계약 체결
- 03월 게임 개발사 ㈜엑스엘게임즈 자회사 편입
- 03월 ㈜세컨드다이브, ㈜오션드라이브 스튜디오, ㈜패스파인더에이트 3사에 총 230억 원 전략적 투자

2019년
- 05월 ㈜넵튠에 100억 원 투자
- 03월 신사업 자회사 ㈜라이프엠엠오 출범
- 03월 그라인딩 기어 게임즈와 PC 온라인 게임 <패스 오브 엑자일> 국내 퍼블리싱 계약 체결

2018년
- 10월 월㈜블루홀(현 크래프톤)과 PC MMORPG <에어(현 엘리온)> 국내 퍼블리싱 계약 체결
- 08월 월㈜엑스엘게임즈에 100억 원 지분 투자 및 모바일 MMORPG <달빛조각사> 퍼블리싱 계약 체결
- 08월 라이온하트 스튜디오에 50억 원 지분 투자
- 02월 텐센트, 넷마블게임즈㈜, 액토즈소프트, ㈜블루홀(현 크래프톤), 프리미어 M&A PEF로부터 총 1,400억 원 투자 유치
- 02월 게임개발 자회사 프렌즈게임즈 출범, 란투게임즈와 모바일 MMORPG <테라모바일> 국내 퍼블리싱 계약 체결

2017년
- 12월   '제 54회 무역의 날’ 기념식, 3천만불 수출탑 수상음양사, ‘2017 G랭크 서울’ 시상식 모바일게임 본상-독창성 부문 수상
- 11월	통합 카카오게임즈 출범
- 09월	마음골프(주) 자회사로 편입
- 08월	(주)블루홀과 배틀로얄게임 <배틀그라운드> 국내 퍼블리싱 계약 체결
- 06월	(주)와이디온라인에 25억 원 지분 투자 및 전략적 제휴 체결
- 01월	(주)넵튠에 50억 원 지분 투자 및 전략적 제휴 체결

2016년
- 12월	(주)123게임즈와 3D 웹게임 <신인왕좌> 국내 공동 퍼블리싱 계약 체결
- 11월	(주)블루홀에 지분 투자 및 <프로젝트W> 북미유럽 판권 계약 체결
- 07월	(주)엔진, (주)카카오게임즈로 사명 변경
- 06월	미스터블루(주)와 MMORPG <에오스> 퍼블리싱 계약 체결, (주)로이게임즈에 60억원 전략적 투자
- 05월	마음골프(주)와 VR골프 게임 퍼블리싱 계약 체결, (주)룽투코리아에 100억 원 전략적 투자, (주)레프트 라이트에 지분 투자 및 경영권 확보
- 04월	(주)엔진-(주)다음게임 합병,(주)엔진 출범 및 남궁훈-조계현 각자 대표 체제 구축

2015년	
- 10월 - 에이티넘인베스트먼트, LB인베스트먼트, 네시삼십삼분(주) 120억 원 공동 투자 유치
- 09월 - (주)넵튠과 퍼블리싱 계약 체결
- 08월 - (주)케이벤처그룹-(주)파티게임즈 공동 투자 유치, (주)나인엠인터랙티브와 퍼블리싱 계약 체결, 모바일게임 퍼블리싱 플랫폼 기업 선언
- 07월 -	남궁훈, 주식회사 (주)엔진 인수 및 대표이사 취임

2014년
- 12월	익명 소셜네트워크서비스 ‘두리번’ 서비스
- 06월	삼성 Smart TV용 서비스 플랫폼 개발 공급

2013년
- 08월	법인 설립

## 서비스

### 게임 목록
PC
- 아키에이지 크로니클(예정)
- 크로노 오디세이(예정)
- 로스트 아이돌론스: 위선의 마녀(예정)
- 블랙아웃 프로토콜(예정)
- 섹션13(예정)
- 검술명가 막내아들(예정)
- 배틀그라운드(카카오 버전)
- 검은사막 (북미·유럽 서버)
- 패스 오브 엑자일
- 패스 오브 엑자일 2
- 이터널리턴(서비스 이관)
- 디스테라

모바일
- 프로젝트C(예정)
- 프로젝트S(예정)
- 프로젝트Q(예정)
- 가디스 오더(예정)
- 아키에이지 워
- 아레스: 라이즈 오브 가디언즈
- 오딘: 발할라 라이징
- 가디언테일즈
- 달빛조각사
- 프렌즈레이싱
- 프렌즈마블
- 프렌즈팝
- 프렌즈팝콘
- 뱅드림! 걸즈 밴드 파티!
- 프린세스 커넥트! Re:Dive